# Nieciecza
Nieciecza (pron. [ɲeˈt͡ɕet͡ʂa]) è una frazione del comune di Żabno nella Polonia meridionale. Si trova a circa 4 km a nord-ovest di Żabno, 17 km a nord-ovest di Tarnów e 66 km a est di Cracovia.
Nel villaggio ha sede il Bruk-Bet Termalica Nieciecza, una squadra di calcio professionistica fondata nel 1922. Nel maggio 2015, dopo aver terminato al secondo posto in I liga, il club ha ottenuto la promozione nella massima serie polacca per la prima volta nella sua storia. Con una popolazione di soli 750 abitanti, è la squadra calcistica con sede nel più piccolo villaggio nella storia a qualificarsi per il campionato della massima serie nazionale di calcio a livello europeo.